# سيتوكروم بي الاثناعشري
السيتوكروم الاثناعشري ب (Dcytb) تم تعريفه على أنه إنزيم الاختزال الذي يحفز اختزال الحديد3+ إلى الحديد 2+ أثناء عملية امتصاص الحديد في الاثنا عشر في الثدييات. ووفقًا لبحث تم إجراؤه، ظهر أن تنظيم Dcytb يخضع لمجموعة من الموانع أو المحفزات المستقلة لامتصاص الحديد. وبالإضافة إلى ذلك، فإنه تم أيضًا اكتشاف أن Dcytb يوجد كذلك في الأنسجة الأخرى بجوار المنطقة القمية في الاثنا عشر، وبالتالي، فإنه يُعتقد أنه يلعب دورًا رئيسيًا في أيض الحديد في الأنسجة.

## وصلات خارجية
- duodenal+cytochrome+b,+human في المكتبة الوطنية الأمريكية للطب نظام فهرسة المواضيع الطبية (MeSH).